# Hemel en aarde
Hemel en aarde (Engelse versie: Walking on water) is de tweede single van de Nederlandse zangeres Edsilia Rombley. De single was haar lied tijdens het Nationaal Songfestival 1998 en was tevens de Nederlandse inzending voor het Eurovisiesongfestival 1998. Rombley eindigde toen als vierde (van de 25 deelnemende landen) met 151 punten. De plaat werd destijds in Nederland veel gedraaid op Radio 538, Veronica FM, Radio 2 en Radio 3FM en bereikte de 12e positie in de Nederlandse Top 40 en de 10e positie in de Mega Top 100 op Radio 3FM.
In België kwam de plaat niet verder dan de tiplijsten en bereikte de Vlaamse Ultratop 50 en de Vlaamse Radio 2 Top 30 niet.
De inzending voor het Eurovisiesongfestival 1998 was sinds 1975 het succesvolste Nederlandse nummer op het festival, totdat The Common Linnets in 2014 met 238 punten tweede werden.

## Hitnoteringen
In zowel de Vlaamse Ultratop 50 als de Vlaamse Radio 2 Top 30 kwam Rombley niet verder dan de tiplijst.

### Nederlandse Top 40
| Positie: | 35 | 24 | 22 | 34 | - | - | - | - | 29 | 15 | 12 | 21 | uit |

### Mega Top 100
| Hitnotering: 28-3-1998 t/m 31-7-1998 | Hitnotering: 28-3-1998 t/m 31-7-1998 | Hitnotering: 28-3-1998 t/m 31-7-1998 | Hitnotering: 28-3-1998 t/m 31-7-1998 | Hitnotering: 28-3-1998 t/m 31-7-1998 | Hitnotering: 28-3-1998 t/m 31-7-1998 | Hitnotering: 28-3-1998 t/m 31-7-1998 | Hitnotering: 28-3-1998 t/m 31-7-1998 | Hitnotering: 28-3-1998 t/m 31-7-1998 | Hitnotering: 28-3-1998 t/m 31-7-1998 | Hitnotering: 28-3-1998 t/m 31-7-1998 | Hitnotering: 28-3-1998 t/m 31-7-1998 | Hitnotering: 28-3-1998 t/m 31-7-1998 | Hitnotering: 28-3-1998 t/m 31-7-1998 | Hitnotering: 28-3-1998 t/m 31-7-1998 | Hitnotering: 28-3-1998 t/m 31-7-1998 | Hitnotering: 28-3-1998 t/m 31-7-1998 | Hitnotering: 28-3-1998 t/m 31-7-1998 | Hitnotering: 28-3-1998 t/m 31-7-1998 | Hitnotering: 28-3-1998 t/m 31-7-1998 | Hitnotering: 28-3-1998 t/m 31-7-1998 |
| Week:                                | 1                                    | 2                                    | 3                                    | 4                                    | 5                                    | 6                                    | 7                                    | 8                                    | 9                                    | 10                                   | 11                                   | 12                                   | 13                                   | 14                                   | 15                                   | 16                                   | 17                                   | 18                                   |                                      |                                      |
| ------------------------------------ | ------------------------------------ | ------------------------------------ | ------------------------------------ | ------------------------------------ | ------------------------------------ | ------------------------------------ | ------------------------------------ | ------------------------------------ | ------------------------------------ | ------------------------------------ | ------------------------------------ | ------------------------------------ | ------------------------------------ | ------------------------------------ | ------------------------------------ | ------------------------------------ | ------------------------------------ | ------------------------------------ | ------------------------------------ | ------------------------------------ |
| Positie:                             | 36                                   | 30                                   | 39                                   | 54                                   | 55                                   | 56                                   | 58                                   | 45                                   | 15                                   | 10                                   | 17                                   | 21                                   | 29                                   | 39                                   | 45                                   | 53                                   | 61                                   | 83                                   | uit                                  |                                      |

1956: De vogels van Holland / Voorgoed voorbij · 1957: Net als toen · 1958: Heel de wereld · 1959: 'n Beetje · 1960: Wat een geluk · 1961: Wat een dag · 1962: Katinka · 1963: Een speeldoos · 1964: Jij bent mijn leven · 1965: 't Is genoeg · 1966: Fernando en Filippo · 1967: Ring-dinge-ding · 1968: Morgen · 1969: De troubadour · 1970: Waterman · 1971: Tijd · 1972: Als het om de liefde gaat · 1973: De oude muzikant · 1974: Ik zie een ster · 1975: Ding-a-dong · 1976: The party's over · 1977: De mallemolen · 1978: 't Is O.K. · 1979: Colorado · 1980: Amsterdam · 1981: Het is een wonder · 1982: Jij en ik · 1983: Sing me a song · 1984: Ik hou van jou · 1986: Alles heeft ritme · 1987: Rechtop in de wind · 1988: Shangri-la · 1989: Blijf zoals je bent · 1990: Ik wil alles met je delen · 1992: Wijs me de weg · 1993: Vrede · 1994: Waar is de zon · 1996: De eerste keer · 1997: Niemand heeft nog tijd · 1998: Hemel en aarde · 1999: One good reason · 2000: No goodbyes · 2001: Out on my own · 2003: One more night · 2004: Without you · 2005: My impossible dream · 2006: Amambanda · 2007: On top of the world · 2008: Your heart belongs to me · 2009: Shine · 2010: Ik ben verliefd (sha-la-lie) · 2011: Never alone · 2012: You and me · 2013: Birds · 2014: Calm after the storm · 2015: Walk along · 2016: Slow down · 2017: Lights and shadows · 2018: Outlaw in 'em · 2019: Arcade · 2020: Grow · 2021: Birth of a new age · 2022: De diepte · 2023: Burning daylight · 2024: Europapa